# Centris nitida
Centris nitida là một loài Hymenoptera trong họ Apidae. Loài này được Smith mô tả khoa học năm 1874.

## Hình ảnh

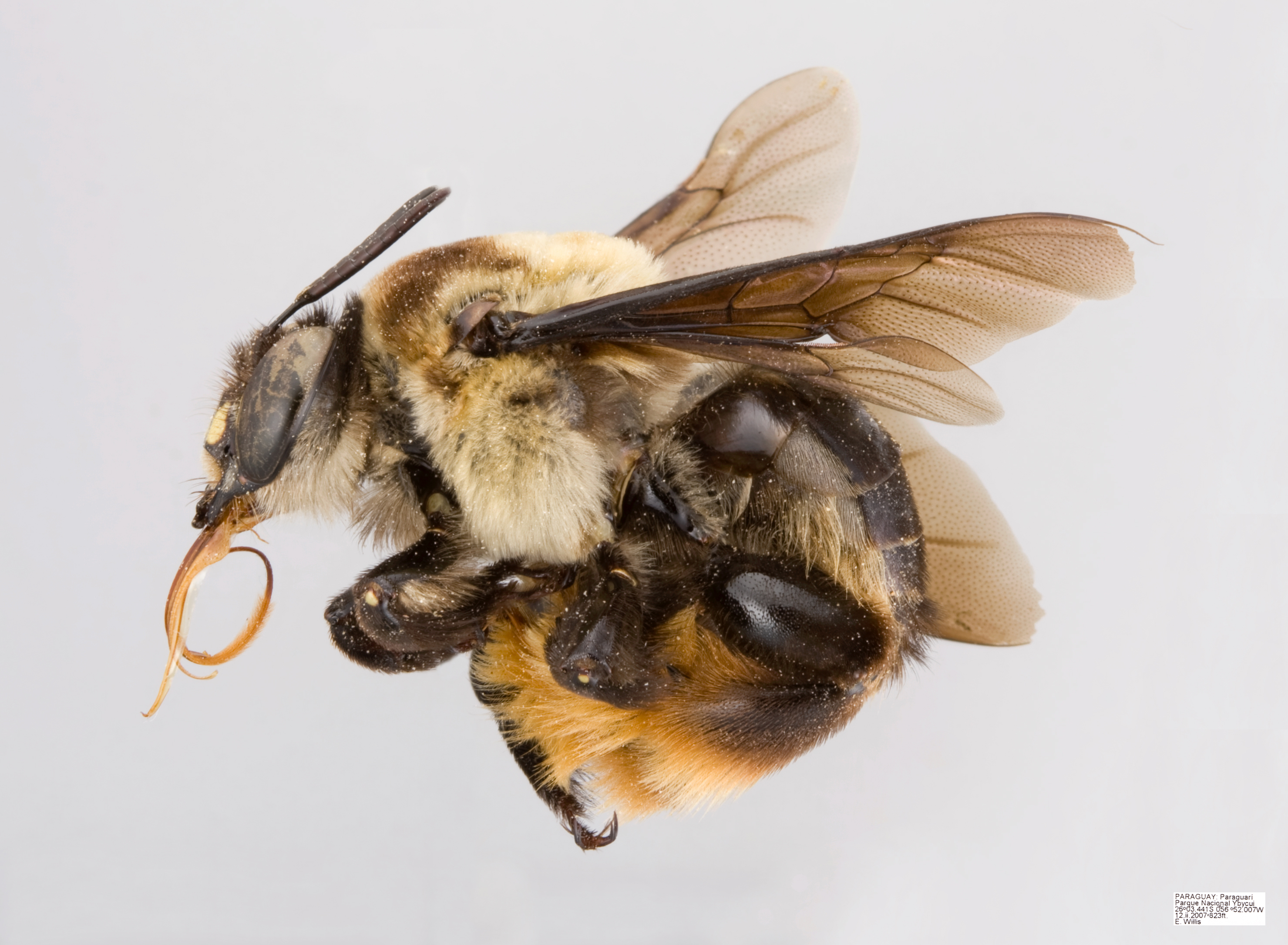